# Ribulose
Le ribulose est un cétopentose (un pentose du type cétose), un ose constitué d’une chaîne de 5 éléments carbone ainsi que d’une fonction cétone.

## Chimie
Sa formule chimique est  C5H10O5 comme tous les cétopentoses. Il existe 2 énantiomères possibles, le D-ribulose (D-érythro-2-pentulose) et le L-ribulose (L-érythro-2-pentulose). Le D-ribulose est le diastéréoisomère du D-xylulose.
Dans l'eau, le D-ribulose se trouve sous 3 conformations possibles : une linéaire et 2 tautomères cycliques de type furanose.
| Conformére du D-Ribulose | Conformére du D-Ribulose | Conformére du D-Ribulose |
| Forme linéaire           | Projection de Haworth    | Projection de Haworth    |
| ------------------------ | ------------------------ | ------------------------ |
|                          | α-D-Ribulofuranose       | β-D-Ribulofuranose       |

## Rôle biologique
Les ribuloses sont des sucres qui participent à la voie des pentoses phosphates et sont importants dans la formation de plusieurs biomolécules. Par exemple, le D-ribulose est un intermédiaire pour la fabrication du D-arabitol dans la voie métabolique des champignons. Sous forme phosphatée (ribulose-1,5 bisphosphate), il joue le rôle d'accepteur de dioxyde de carbone dans le cycle de Calvin qui prend place dans le stroma des chloroplastes des organismes photosynthétiques.